# Julien Papp
Pour les articles homonymes, voir Papp.
Julien Papp (Gyula Papp) est un historien franco-hongrois né en Hongrie en 1940 et arrivé en France le 3 septembre 1965.

## Biographie
Julien Papp s’inscrit à la Sorbonne en 1967, après avoir étudié le français à l’Alliance française de Paris (1965-1967). Il acquiert la nationalité française en 1971.

## Publications

### Ouvrages
- La Résistance dans l’Eure 1940-1944[3], Épinal, Éditions du Sapin d’Or, 1988, 318 p.
- Mémoires de la Seconde Guerre mondiale dans l’Eure. Étude et documents[3], Épinal, Éditions du Sapin d’Or, 1991, 428.
- La collaboration dans l’Eure 1940-1944. Un département à l’heure de Vichy[4], Paris, Éditions Tirésias, 1993, 278 p.
- Tracts et petits journaux volants. La propagande alliée et française libre en Indre-et-Loire de 1940 à 1944, Tours, CDDP, 1995, 115 p.  (ISBN 2-903769-14-1)
- Laïcité et séparation des Églises et de l’État. Étude et documents des Archives d’Indre-et-Loire. I. Du Siècle des Lumières à la loi de 1905 ; II. De la loi de 1905 à nos jours, Tours, CDDP, 1996, 1997, 180 et 270 p. (ISBN 2-903769-18-4),  (ISBN 2-903769-21-4)
- La Hongrie libérée. État, pouvoirs et société après la défaite du nazisme (septembre 1944 – septembre 1947), Rennes, Presses Universitaires de Rennes, 2006, 366 p.
- L’éveil du socialisme à Tours. Sigismond Losserand 1882-1888, Tours, Presses universitaires François-Rabelais, 2009, 286 p.  (ISBN 978-2-86906-248-1)
- Espoirs et violences. De la Hongrie du XXe siècle, Éditions Universitaires de Dijon, 2013, 284 p. (ISBN 978-2-36441-061-9)
- La République en Touraine et la Commune de Paris (1870-1873)[5], Brissac-Quincé, Éditions du Petit Pavé, 2015, 259 p.
- De l’Autriche-Hongrie en guerre à la République hongroise des Conseils (1914-1920)[6], Pantin, Les Bons Caractères, 2015, 249 p.
- Les Chants de ma forêt – Souvenirs de Hongrie et de France, Brissac-Quincé, Éditions du Petit Pavé, 2020, 320 p. (ISBN 978-2-84712-642-6)
- Mouvements populaires et luttes d'indépendances nationales en Hongrie du XIe au XXe siècle, Paris, L'Harmattan, 2023, 433 p.

### Chapitres d’ouvrages collectifs
(avril 2020).
- Les commémorations de la Seconde Guerre mondiale dans l’Eure, dans La mémoire des Français. Quarante ans de commémorations de la Seconde Guerre mondiale de François Bédarida, Paris, Éditions du CNRS, 1986, p. 185-200.  (ISBN 2-222-03897-9)
- La Révolution dans l’Eure 1789-1799, dans La Révolution Française (1789-1799) de Michel Péronnet, Le Coteau, Éditions Horvath, 1989, p. 81-158.  (ISBN 2-7171-0629-4)
- Les pouvoirs à la Libération dans l’Eure, dans Les pouvoirs en France à la Libération, de Philippe Buton et Jean-Marie Guillon, Paris, Belin, 1994, p. 374-384.  (ISBN 2-7011-1609-0)
- Construction des mémoires collectives dans l’Eure : enjeux et protagonistes (1944-1954), dans La Résistance et les Français. Enjeux stratégiques et environnement social de Jacqueline Sainclivier et Christian Bougeard, Rennes, Presses Universitaires de Rennes, 1995, p. 325-335.  (ISBN 2-86847-163-3)
- Les élites locales en Indre-et-Loire (1935-1953), dans Les élites locales dans la tourmente. Du Front populaire aux années cinquante de Gilles Le Béguec et Denis Peschanski, Paris, CNRS Éditions, 2000, p. 299-303.  (ISBN 2-271-05795-7)
- La police municipale de Tours après la défaite, dans La Police française (1930-1950). Entre bouleversements et permanences de Jean-Marc-Berlière et Denis Peschanski, Paris, La documentation française, 2000, p. 165-176.  (ISBN 2-11-004427-6)
- La Seconde Guerre mondiale et l’occupation dans l’Eure (1939-1945), dans L’Eure de la préhistoire à nos jours de Bernard Bodinier, , Saint-Jean-d’Angély, Éditions Jean-Michel Bordessoules, 2001, p. 398-417.  (ISBN 2-913471-28-5)
- A Vichy-kormány szerepe a francia és menekült zsidók elpusztításában (1940-1944) (Le rôle du gouvernement de Vichy dans la destruction des juifs français et réfugiés (1940-1944)), Öt Kontinens, Université Loránd Eötvös de Budapest, 2008, p. 305-320.
- 1848 en Hongrie : l’Église catholique et la révolution, Actes du colloque international '1848-2008' – 160 ans de la Libre Pensée, Paris, 21 au 24 mars 2008, Recherches et Études, nos 2009-2010, p. 31-41. Repris en hongrois : 1848 Magyarországon : A katolikus egyház és a forradalom, Egyháztörténeti Szemle [Revue d’histoire de l’Église], 9e année, no 2. Université de Miskolc, 2008.  (ISBN 978-2-9529723-0-7)
- L’oiseau turul. Du totem des anciens Magyars aux héritages controversés de la Seconde Guerre mondiale, Öt Kontinens, Université Loránd Eötvös de Budapest, 2009, p. 385-406.
- A francia ellenállás és a szövetséges hatalmak (1940-1944)  (La Résistance française et les puissances alliées (1940-1944)), Mélanges[Quoi ?] pour le 80e anniversaire de István Diószegi, Budapest, Université Lorand Eötvös, 2010, p. 525-546.
- A Quai d’Orsay jelentései Tisza Istvánról  (Rapports du Quai d’Orsay sur István Tisza) dans Tisza István és emlékezeteî. évfordulójára (Études pour le 150e anniversaire de la naissance d’István Tisza), Debreceni Egyetem Történelmi Intézete Kiadása, 2011, 191-206.
- A magyar köztársasági viták 1946-ban (Les débats sur la république hongroise en 1946), dans Társadalom, demokrácia, szolidaritás. Tanulmánykötet Kozáry Andrea tiszteletére (Société, démocratie, solidarité. Études en hommage à Andrea Kozáry) de Katalin Molnár, Budapest, L’Harmattan, 2013, p. 191-197.  (ISBN 978-963-236-768-2)
- Impérialisme, idéologies et opinions publiques dans les origines de la Grande Guerre (Années 1890-1914), dans Sorsok, Frontok, Eszmék – Tanulmányok az első világháború 100. évfordulójára (Destins, Fronts, Idées – Études pour le 100e anniversaire de la Première Guerre mondiale), Budapest, Université Loránd Eötvös, 2015, p. 403-430. Repris dans Délits d’Encre – Littérature, critique, archives, no 5 - 1er trimestre 2014, Éditions du Petit Pavé, p. 9-43.
- La fin de la grande Hongrie : une indépendance amère, dans Naissance et renaissance des nations (1918-1920 et 1989-1991) de Maurice Carrez et Jean-Christophe Romer, Paris, L’Harmattan, 2015, p. 35-49.  (ISBN 978-2-343-06894-7)
- Volt egyszer egy Inta tanya (Emlékeimből)" (Il était une fois la ferme Inta (De mes souvenirs)), Öt Kontinens, 2017, p. 135-169.

### Articles dans des revues à comité de lecture
(avril 2020).
- Enquêtes statistiques sur les mouvements de collaboration et la répression à la Libération dans L’Eure, Comité d’Histoire de la Deuxième Guerre mondiale, Bulletin no 241, 1980, p. 26-37.
- L’aide apportée aux aviateurs alliés dans le département de l’Eure pendant l’occupation 1940-1944 dans Connaissance de l’Eure – Revue de la Société libre de l’Eure, nos 53-54, 1984, p. 1-38.
- Les pouvoirs à la Libération dans l’Eure (1944-45), Ibid., no 77, 1990, p. 3-17.
- Hommage à Marcel Baudot (1902-1992). I. Le résistant, Ibid., no 84, 1992, p. 3-7.
- Le temps des restrictions dans l’Eure", dans Le temps des restrictions en France (1939-1949)  de Dominique Veillon et Jean-Marie Flonneau, Les Cahiers de l’IHTP, nos 32-33, mai 1996, p. 303-322.
- La Franc-Maçonnerie aux Archives départementales d’Indre-et-Loire dans Avenir d’une tradition. Chemins maçonniques 5997, Tours, Musée des Beaux-Arts, 1997, p. 122-127.
- La police en Hongrie à la fin de la Seconde Guerre mondiale (1944-1945) dans Bulletin de l’Institut Pierre Renouvin, no 6, Université de Paris 1/Panthéon-Sorbonne, 1998, p. 43-73.
- De la crise de confiance à l’avènement de la Ve République en Indre-et-Loire, dans Les Français et la politique dans les années soixante (II) de Gilles Le Béguec, Bulletin de l’Institut d’Histoire du Temps présent, no 79, 2002, p. 24-33.
- Révolution ou « soviétisation » : la Hongrie à la fin de la Seconde Guerre mondiale (septembre 1944 – septembre 1947) dans le Bulletin de l’Institut Pierre Renouvin, no 15, 2003, p. 149-168. Repris en hongrois : Forradalom vagy szovjetizáció? Magyarország a II. világháború után (1944. szeptember - 1947. szeptember), Eszmélet, 2015, no 107, p. 94-108.
- Az úgynevezett preventív háború kérdése francia történészek munkáiban" (La question de la prétendue guerre préventive dans les travaux des historiens français), Ibid., 2016, no 110, p. 193-204.

### Productions pédagogiques
- Cartes : Faits de guerre et de résistance dans l’Eure. 1. Mai 1940 – mai 1944 ; 2. Mai – septembre 1944[7], Paris, IHTP/CNDP, 1989.
- Exposition : Tracts et petits journaux : la propagande alliée et française libre en Indre-et-Loire (1940-1944). 13 panneaux 80 × 120 cm. Archives départementales d’Indre-et-Loire, 1995.

### Traductions
- Les Celtes en Pannonie. Contribution à l’histoire de la civilisation celtique dans la cuvette des Karpates, dans Études d’histoire et archéologie III de Miklós Szabó, Paris, Presses de l’École normale supérieure, 1988, p. 11-43.  (ISBN 2-7288-0138-X)